# Mighty Ducks II – Das Superteam kehrt zurück
Die Komödie Mighty Ducks II – Das Superteam kehrt zurück aus dem Jahr 1994 ist die erste Fortsetzung der 1992 produzierten Komödie Mighty Ducks – Das Superteam. Die meisten Drehorte lagen in Minneapolis und in Kalifornien (Anaheim, Los Angeles). Eingespielt wurden in den US-Kinos über 45 Millionen Dollar.

## Handlung
Gordon Bombay kehrt nach Minneapolis zurück, wo er in einem Geschäft mit Sportartikeln arbeitet. Ihm wird das Trainieren eines Teams angeboten, das die Vereinigten Staaten vertreten soll. Er stellt seine alte Mannschaft zusammen; fünf weitere Spieler schlagen die Sponsoren vor. Sie treten als „USA Ducks“ auf. Die Mannschaft nimmt an der Jugendolympiade in Los Angeles teil, wo sie unter anderem gegen Trinidad und Tobago und gegen Deutschland gewinnt und im Finale gegen ihren größten Rivalen Island durch Shootout gewinnt.

## Kritiken
„Mighty Ducks II erreicht einen außergewöhnlichen Tiefpunkt – selbst für eine Disney-Fortsetzung[. Es läßt] die ersten, harmlosen Ducks wie ein Meisterwerk wirken.“

„Trotz reichlich Eis nicht mehr frisch.“

„Rasant inszeniert, ist der patriotische Familienfilm vornehmlich auf den amerikanischen Markt zugeschnitten.“